# Ringuhr

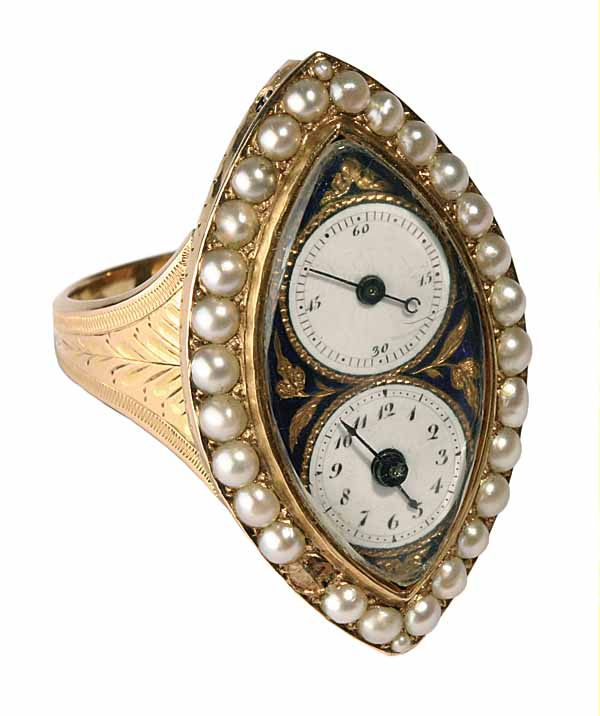
Fingerring mit Uhr, Genf, um 1800 Deutsches Uhrenmuseum

Die Ringuhr, auch Fingerringuhr genannt, ist eine kleine, in einen Fingerring eingearbeitete Uhr.
Bereits im 16. und 17. Jahrhundert stellte man Ringuhren mit Schlagwerk her. Zum Schutz des Zifferblattes wurden durchsichtige Schmucksteine oder aufklappbare Siegelsteine verwendet. Das Schwierige war die Miniaturisierung des Werkes, dessen Größe der einer Armbanduhr gleichkam. John Arnold fertigte 1763 eine solche Uhr mit Repetitionsschlagwerk für König Georg III.